# Felipe Mathé
Felipe Mathé y de Jado Cagigal (Madrid, 4 de mayo de 1841 - ca.1925) fue un escritor y general de brigada de artillería español, nacido en Madrid.

## Biografía
Hijo del reconocido ingeniero militar y general José María Mathé Aragua (1800-1875), inventor del telégrafo óptico español, y de Felipa de Jado Cagigal, hija del teniente general Felipe de Jado Cagigal.
Hizo carrera militar siguiendo la tradición familiar de su padre y su abuelo. Cuando aún era capitán en la Fábrica de Armas de Toledo se casó con Gumersinda Zazo. En 1903 fue nombrado general de brigada de Artillería.

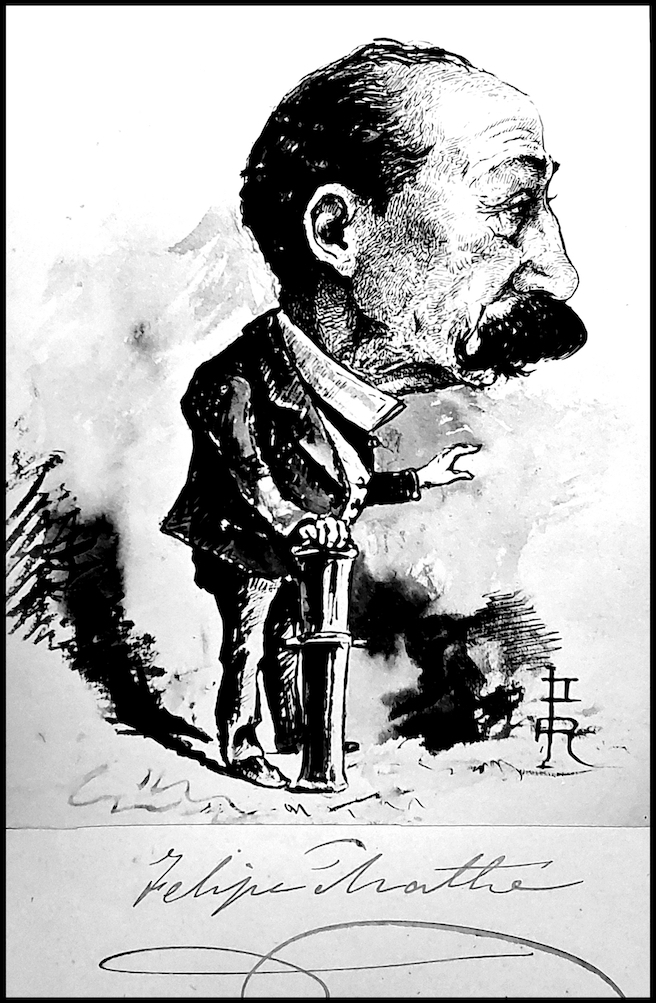
Caricatura de Felipe Mathé que forma parte del libro "Gabinete Azul", 1885

Se dedicó exclusivamente a la narrativa corta y algo menos a la extensa, manteniéndose entre el realismo y el naturalismo y con frecuencia ambientando sus relatos en la historia militar de las guerras de España en el siglo XIX. Se muestra original al ser uno de los primeros en cultivar la ficción científica o anticipación en su Teleida: leyenda del siglo XXV escrita por un desocupado de la época (1916), donde se hace además una crítica del feminismo. En otros relatos, primorosamente ilustrados con caricaturas, juega con el humor al hacer hablar en primera persona a cartuchos y a otras armas militares, con la didáctica intención de instruir en artillería. Colaboró en Blanco y Negro con relatos como "La propia conciencia" (1912).
Fue miembro del Ateneo Científico, Literario y Artístico de Valencia.

## Obras

### Técnicas
- Instrucción metódica para los apuntadores y artilleros de pieza de los regimientos de artillería de campaña, Valencia: Imprenta de Emilio Pascual, 1881

### Novelas
- ¡Guillermina! Novela original, 1889
- César Luján: narración original, 1906
- Teléida: leyenda del siglo XXV: (escrita por un desocupado de la época), Madrid: La Semana Católica, 1916

### Relatos
- Relatos breves. Una fecha y un nombre. ¡Recuerdos! 1883
- Un poco de industria militar pintada por sí misma. 1a parte. I. Relato de un cartucho. II. Dos cuerpos y un alma ; una excelente espada 1885
- Relatos breves (1886 y 1887)
- Más relatos breves: Cosas de la vida; Cadenas rotas; Casa modelo;... Un nuevo teléfono, 1888
- Más relatos breves; Cosas de la vida; Cadenas rotas, 1889
- Más relatos breves, 1890
- Un macarrón de pólvora sin humo (historia contada por él mismo), Granada: Imprenta de la Fábrica de Pólvoras y Explosivos, 1905.
- Soledad Téllez: narración breve, s. a.
- Magdalena Soliveres (relato sencillo), s. a.
- Un paraíso entre la nieve: cuentos y narraciones, Guadalajara, Talleres tipográficos del Colegio de huérfanos, 1913
- La telegrafía sin hilos (en serio y en broma), 1913